# Technische Unie
Technische Unie is een Nederlandse groothandel voor installatie en industrie. Verspreid over het land heeft de onderneming 48 vestigingen (verkoopkantoren, verkooppunten, centraal kantoor en pick-up-points) en 3 distributiecentra.

## Geschiedenis
Het bedrijf is in 1880 opgericht door de Amsterdamse ondernemer H.C. Heybroek onder de naam Magazijn voor Boheemsch Glas en Lampenartikelen, ook wel de firma Heybroek genoemd. De onderneming groeide onder meer met de opkomst van de elektriciteit mee, met de oprichting van een elektrotechnische afdeling, in 1917. In 1905 telde men 25 personeelsleden, in 1930 324. In 1919 werd de bedrijfsnaam gewijzigd in Heybroek's Groothandel NV.  

### Technische Unie NV
In 1939 nam het bedrijf de firma A. WoIff uit Rotterdam over en in 1946 vond er een fusie plaats met de handelsonderneming Zélander tot Heybroek-Zélander. Na een volgende fusie met de elektrotechnische groothandel Electrocentrum in 1954 ontstond de naamloze vennootschap de Technische Unie NV met de hoofdzetel in Amsterdam. Het was de grootste handelsonderneming in zijn branche met rond 1970 zo'n 24 vestigingen verspreid over geheel Nederland. Het jaar ervoor, in 1969, was Technische Unie onderdeel geworden van de Overzeese Gas- en Elektriciteitsmaatschappij N.V. (OGEM). 

### Catalogus
Het bedrijf stelde aan de installateurs een catalogus met plaatjes van de artikelen ter beschikking. Een boekje per branche per kleur, overal bekend als de TU-gids. Daarin werden de prijzen vermeld, met een lettercode voor de korting die de installateur kreeg. Daarmee kon de catalogus ook aan een klant van de installateur ter inzage worden gegeven om uit te kiezen, die kende daarmee niet de marge die de installateur op de prijs had. 

### Groote Keijser
Het bedrijf handelde vanaf de Keizersgracht  en na groei had het herhaaldelijk meer ruimte nodig. Daartoe kocht of huurde het aangrenzende panden, ook aan de achterliggende Prinsengracht. Zo ontstond het complex Groote Keijser, dat de Technische Unie begin 1978 verruilde voor een kantoor in Amstelveen. Het complex werd later dat jaar een van de boegbeelden van de hoofdstedelijke kraakbeweging.

### Sonepar
Sinds 1982 heeft het Franse familiebedrijf Sonepar een meerderheidsbelang in Technische Unie, en sinds 1999 is Technische Unie een volledige dochteronderneming van deze b2b-distributeur in elektronica, verwarming/klimaat, sanitair, handelsgoederen en gerelateerde diensten. Sinds 1 juli 2013 maakt Ubel deel uit van Technische Unie, in 2024 is het bedrijf ingetrokken in de nieuwe Technische Unie-vestiging in Hengelo. 
Samen met Van Egmond Groep maakt Technische Unie deel uit van Sonepar Nederland. 

### TU Boot
Vanaf 1991 trekt Technische Unie jaarlijks door het land met een varende expositie, de TU Boot. Leveranciers tonen op deze boot hun noviteiten aan bezoekende installateurs. In de beginjaren was de Jules Verne de vaste TU Boot, in 2019 is de Blue Rhapsody voor het eerst gebruikt. In 2020 en 2021 is de TU Boot niet georganiseerd, als gevolg van corona. De jaren erna is de TU Boot wel weer gehouden. 

### Verkoopkantoren XL
In 2021 beschikt Technische Unie naast standaard vestigingen over vestigingen XL. Onder één dak is dan gevestigd een service centrum (winkel), verkoopkantoor, vergaderzalen, een logistiek overslagpunt en een inspiratiecentrum. Er zijn XL-vestigingen in: Amsterdam, Den Haag, Utrecht en Zwolle. 

### TU Campus
TU Campus is het opleidingsinstituut van Technische Unie. Vanuit hoofdlocatie Utrecht worden trainingen verzorgd, maar ook op de verkoopkantoren in het land worden regelmatig TU Campus-trainingen verzorgd. Ook worden er trainingen gegeven bij opleidingspartners, zoals NEN, ROVC en Switch2Solar.  

### Inspiratiecentra
In 2022 heeft Technische Unie in Utrecht een Inspiratiecentrum Smart Building geopend. Dit naast het bestaande Inspiratiecentrum Smart Industry in Eindhoven. Het Inspiratiecentrum Duurzaamheid in Zwolle is na waterschade definitief gesloten.   

### Elektrisch vervoer
In met name stadscentra zet Technische Unie elektrisch aangedreven voertuigen in om de klant te beleveren. Er wordt in 2025 met 18 elektrische vrachtwagens emissievrij geleverd in 15 grote steden. De inzet van Light Electric Vehicules, elektrische bussen en elektrische bakfietsen wordt onderzocht.   

## Publicaties
- Aldo Dikkers. "Technische Unie," in: Medezeggenschap en Organisatie-Ontwikkeling, Marc van de Meer en Evert Smit (red.), 2010, p. 152-155
- Technische Unie, Technische Unie: 100 jaar tot uw dienst, 1980.